# Jerukwangi (Kandangan)
Jerukwangi is een bestuurslaag in het regentschap Kediri van de provincie Oost-Java, Indonesië. Jerukwangi telt 2173 inwoners (volkstelling 2010).